# Phaneroptera jordanica
Phaneroptera jordanica är en insektsart som beskrevs av Steinmann 1966. Phaneroptera jordanica ingår i släktet Phaneroptera och familjen vårtbitare. Inga underarter finns listade i Catalogue of Life.